# Рока де Ђорђи
Рока де Ђорђи (итал. Rocca de' Giorgi) је насеље у Италији у округу Павија, региону Ломбардија.
Према процени из 2011. у насељу је живело 15 становника. Насеље се налази на надморској висини од 375 м.

## Становништво
| 1936. | 1951. | 1961. | 1971. | 1981. | 1991. | 2001. | 2011. |
| ----- | ----- | ----- | ----- | ----- | ----- | ----- | ----- |
| 585   | 552   | 498   | 297   | 229   | 130   | 98    | 79    |